# 1,4-Біс(трихлорметил)бензол
1,4-Біс(трихлорметил)бензол — органічна сполука формули C6H4(CCl3)2.Це біла тверда речовина,яку у промислових та лабораторних умовах отримують за допомогою хлорування пара-ксилолу.

## Використання
У промисловості 1,4-Біс(трихлорметил)бензол використовують для виготовлення дихлориду терефталевої кислоти. Для цього він реагує безпосередньо з терефталевою кислотою:
C6H4(CCl3)2 + C6H4(CO2H)2 → 2 C6H4(COCl)2 + 2 HCl
Використовується для виготовлення полімерів, найвідомішим з яких є кевлар.

## Хімічні властивості
З діоксидом сірки реагує так,як і всі трихлорометиларени,утворюючи тіонілхлорид та ізофталоїл хлорид (хлорангідрид).
Також вступає в реакцію з фторидом водню в 1,2-дихлороетані, з утворенням 1,4-біс(хлордифторметил)бензолу з виходом 79 %.